# Resiniferatoxina
Resiniferatoxina (RTX) é um químico natural encontrado em uma planta assemelhada aos cactos (Euphorbia resinifera), comumente encontrada em Marrocos, e em Euphorbia poissonii encontrado no norte da Nigéria. é um análogo ultrapotente de capsaicina, o princípio ativo em pimentas.